# Ronald van Vliet
Ronald van Vliet (Den Haag, 12 maart 1946) is een Nederlands voormalig sportbestuurder en topfunctionaris. Van 1998 tot 2009 was hij voorzitter van voetbalclub FC Zwolle.

## Loopbaan

### FC Zwolle
In 1998 geeft Gaston Sporre de functie over aan Van Vliet. In 2002 werd FC Zwolle kampioen van de eerste divisie en kon de club promoveren naar de Eredivsie.
Onder leiding van Van Vliet worden plannen gemaakt voor een nieuw stadion. In 2007 wordt dan de eerste paal geslagen van het nieuwe onderkomen van FC Zwolle. In maart 2009 werd het huis van Van Vliet belegerd door een aantal zogenaamde supporters naar aanleiding van de schorsing van trainer Jan Everse.
In 2009 trad Van Vliet af als voorzitter.

## Onderscheiding
- Sinds 2009 is Ronald van Vliet erelid bij PEC Zwolle.